# 元纂 (司徒祭酒)
元纂（？—520年9月21日），字绍兴，河南郡洛阳县（今河南省洛阳市东）人，追尊魏景穆帝拓跋晃曾孙，尚书仆射、司徒公、中山献武王元英第六子，北魏宗室、官员。

## 生平
元纂过继给小叔叔，他很有用兵的谋略，延昌年间以司徒祭酒为起家官。元纂和二哥元熙、四哥元略都受到清河王元怿厚待，正光元年（520年）七月，元怿被刘腾和元乂害死，元熙听说元怿遇害，在邺城起兵，元纂听说二哥元熙起兵，就逃到邺城。十天后，长史柳元章、别驾游荆、魏郡太守李孝怡等人率领城中平民鼓噪入城，杀了元熙的手下，把元熙、元熙的儿子们以及元纂一起关到高楼上，八月廿四日（520年9月21日），元乂派尚书左丞卢同前往邺城，将元熙和元纂在邺城街市上处斩。灵太后重新听政，追赠元纂持节、督恒州诸军事、安北将军、恒州刺史，追封安平县公，食邑八百户，谥号景公，孝昌元年岁在鹑首十一月壬寅朔廿日辛酉（525年12月20日）葬于生父元英坟墓旁。

## 家庭

### 曾祖
- 拓跋晃，北魏恭宗景穆皇帝[4]

### 祖父
- 元桢，北魏开府仪同三司、南安惠王[4]

### 父亲
- 元英，北魏尚书仆射、司徒公、中山献武王[4]

### 兄弟姐妹
- 元攸，北魏东宫洗马
- 元熙，北魏安西将军、相州刺史、中山文庄王
- 元诱，北魏持节、左将军、南秦州刺史、都昌恭惠公
- 元略，北魏骠骑大将军、尚书令、领国子祭酒、东平文贞王
- 元义兴，北魏辅国将军、通直散骑常侍、武邑王
- 饶安公主，嫁刁宣

### 儿子
- 元子献，承袭为安平县公，在泾州司马任内去世[5]